# L'assassin a peur la nuit
Pour plus de détails, voir Fiche technique et Distribution.
L'assassin a peur la nuit est un film français de Jean Delannoy, sorti en 1942, tiré du roman éponyme de Pierre Véry.

## Synopsis
Décidé à se ranger, Olivier trouve un emploi dans le midi, loin des poursuites de la police. Là, il tombe amoureux de la sœur d'un de ses amis, mais son passé le poursuit.

## Fiche technique
- Titre original : L'assassin a peur la nuit
- Réalisation : Jean Delannoy, assisté de Jacqueline Audry
- Scénario : Jean Delannoy, Roger Vitrac, d'après le roman de Pierre Véry, L'assassin a peur la nuit
- Dialogue : Roger Vitrac
- Musique : Georges Auric
- Photographie : Paul Cotteret
- Photographe de Plateau : Léo Mirkine
- Montage : Louisette Hautecoeur
- Décors : Georges Wakhévitch
- Production : André Paulvé
- Société de production : DisCina
- Pays de production :  France
- Format : Son mono - 35 mm - Noir et blanc - 1,37:1
- Genre : Policier
- Durée : 100 minutes
- Date de sortie : 
  - France : 2 septembre 1942

## Distribution
- Mireille Balin : Lola Gracieuse
- Jean Chevrier : Olivier Rol
- Louise Carletti : Monique
- Henri Guisol : Bébé-Fakir
- Georges Lannes : Paluaud
- Pierrette Caillol : Émilienne
- Charlotte Clasis : la grand-mère
- Alexandre Fabry : le père Toine
- Lucien Callamand : le directeur du Petit Brummel
- Jacques Tarride : Joseph
- Roland Pégurier : Pierrot
- Gilbert Gil : Gilbert
- Jules Berry : Jérôme
- Gisèle Alcée : Juliette
- Jean Gaven : Louis, un client du bar de province (non crédité)